# 渡辺幸博
渡辺幸博（わたなべ　ゆきひろ、1928年2月19日-　）は、日本の哲学者、関西大学名誉教授。

## 来歴
熊本県阿蘇郡生まれ。1952年鹿児島大学農学部獣医専攻科卒業、大阪府家畜健康衛生所勤務。1963年関西大学大学院文学研究家哲学専攻博士課程満期退学。1967年関西大学文学部講師、助教授、教授、1998年定年、名誉教授。
1993年「サルトルとポスト構造主義」で関西大学文学博士。

## 著書
- 『自由と疎外 近代的自由とその崩壊』ミネルヴァ書房 1973
- 『サルトルの哲学 人間と歴史』世界思想社 1980
- 『サルトルとポスト構造主義』関西大学出版部 1992
- 『哲学の現在 サルトルからポスト構造主義へ』関西大学出版部 1993
- 『人生と哲学 日常性を考える』関西大学出版部 1996
- 『哲学の周辺 世紀末を考える』関西大学出版部 1997
- 『哲学の世界 哲学とは何かを問い求めて』関西大学出版部 1998
- 『私と哲学 本物を求めて』関西大学出版部 2003

### 共編著
- 『知識人その虚像と実像』山村嘉己,小川雅也共編著 創元社 1976
- 『文明と思想 哲学と科学のあいだ』植村卍共著 世界思想社 1982
- 『現代社会と知識 いま大学で何を学ぶか』共著 玄文社 1985
- 渡辺孝子『かつて私は軍国少女であった』編 大阪公立大学共同出版会 2007

### 翻訳
- 『ショーペンハウアー全集 5 倫理学の二つの根本問題』坂田親信共訳 全国書房 1972
- 汪子嵩, 張世英, 任華等編著『西洋哲学史概説』鳥井克之共訳 東方書店 1973
- 『マルクス主義哲学辞典 人民出版社版』神崎勇夫共訳 東方書店 1976
- ポール・トゥルニエ『人間・仮面と真実』山村嘉己共訳 ヨルダン社 1977